# Saint-Mards-en-Othe
Saint-Mards-en-Othe és un municipi francès situat al departament de l'Aube i a la regió del Gran Est. L'any 2007 tenia 636 habitants.

## Demografia

### Població
El 2007 la població de fet de Saint-Mards-en-Othe era de 636 persones. Hi havia 244 famílies de les quals 61 eren unipersonals (24 homes vivint sols i 37 dones vivint soles), 94 parelles sense fills, 73 parelles amb fills i 16 famílies monoparentals amb fills.
La població ha evolucionat segons el següent gràfic:
Habitants censats

### Habitatges
El 2007 hi havia 404 habitatges, 262 eren l'habitatge principal de la família, 118 eren segones residències i 23 estaven desocupats. 389 eren cases i 12 eren apartaments. Dels 262 habitatges principals, 222 estaven ocupats pels seus propietaris, 33 estaven llogats i ocupats pels llogaters i 8 estaven cedits a títol gratuït; 2 tenien una cambra, 18 en tenien dues, 43 en tenien tres, 70 en tenien quatre i 129 en tenien cinc o més. 155 habitatges disposaven pel capbaix d'una plaça de pàrquing. A 122 habitatges hi havia un automòbil i a 110 n'hi havia dos o més.

### Piràmide de població
La piràmide de població per edats i sexe el 2009 era:
| Homes | Edats   | Dones |
| ----- | ------- | ----- |
| 0     | 95 o +  | 0     |
| 0     | 90 a 94 | 4     |
| 8     | 85 a 89 | 12    |
| 0     | 80 a 84 | 16    |
| 0     | 75 a 79 | 8     |
| 20    | 70 a 74 | 12    |
| 32    | 65 a 69 | 20    |
| 24    | 60 a 64 | 24    |
| 16    | 55 a 59 | 28    |
| 24    | 50 a 54 | 16    |
| 20    | 45 a 49 | 12    |
| 12    | 40 a 44 | 16    |
| 12    | 35 a 39 | 20    |
| 24    | 30 a 34 | 12    |
| 20    | 25 a 29 | 4     |
| 12    | 20 a 24 | 12    |
| 32    | 15 a 19 | 16    |
| 20    | 10 a 14 | 24    |
| 16    | 5 a 9   | 12    |
| 16    | 0 a 4   | 4     |

## Economia
El 2007 la població en edat de treballar era de 389 persones, 275 eren actives i 114 eren inactives. De les 275 persones actives 236 estaven ocupades (140 homes i 96 dones) i 38 estaven aturades (20 homes i 18 dones). De les 114 persones inactives 49 estaven jubilades, 19 estaven estudiant i 46 estaven classificades com a «altres inactius».

### Ingressos
El 2009 a Saint-Mards-en-Othe hi havia 274 unitats fiscals que integraven 639,5 persones, la mediana anual d'ingressos fiscals per persona era de 16.504 €.

### Activitats econòmiques
Dels 17 establiments que hi havia el 2007, 3 eren d'empreses de fabricació d'altres productes industrials, 7 d'empreses de construcció, 1 d'una empresa de comerç i reparació d'automòbils, 1 d'una empresa d'hostatgeria i restauració, 1 d'una empresa d'informació i comunicació, 1 d'una empresa financera i 3 d'empreses de serveis.
Dels 6 establiments de servei als particulars que hi havia el 2009, 3 eren paletes, 2 fusteries i 1 lampisteria.
L'únic establiment comercial que hi havia el 2009 era una botiga de més de 120 m².
L'any 2000 a Saint-Mards-en-Othe hi havia 14 explotacions agrícoles que ocupaven un total de 1.500 hectàrees.

## Equipaments sanitaris i escolars
El 2009 hi havia una escola elemental.

## Poblacions més properes
El següent diagrama mostra les poblacions més properes.